# Turbo inyección estratificada

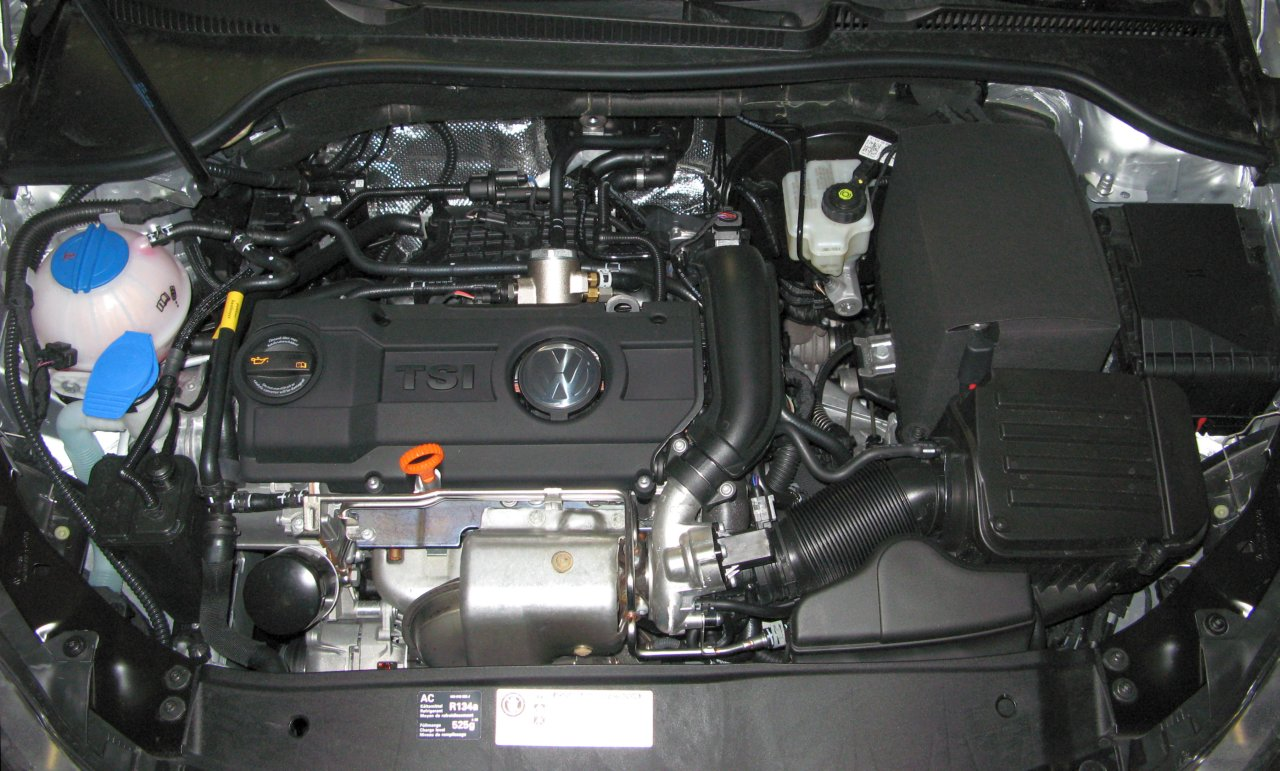
TSI de Volkswagen.

Turbo inyección estratificada o TSI (por sus siglas en inglés: Turbocharged Stratified Injection; traducible también como inyección estratificada turbocargada) es un tipo de motor a gasolina utilizado en automóviles del Grupo Volkswagen. El objetivo de esta tecnología es tener motores con una cilindrada más pequeña, que a diferencia de los motores con cilindrada más grande, tienen un menor consumo de combustible en combinación con una potencia mayor y par más alto. Un motor a gasolina de inyección directa se acopla a un turbocompresor o a dos distintos alimentadores. El primer motor TSI fue un motor 1.4 litros doblemente sobrealimentado en el año 2005. A esta tecnología de motor únicamente Audi la denomina TFSI (siglas de Turbo Fuel Stratified Injection). La tecnología equivalente al TSI en los motores diésel se conoce como TDI.

## Funcionamiento

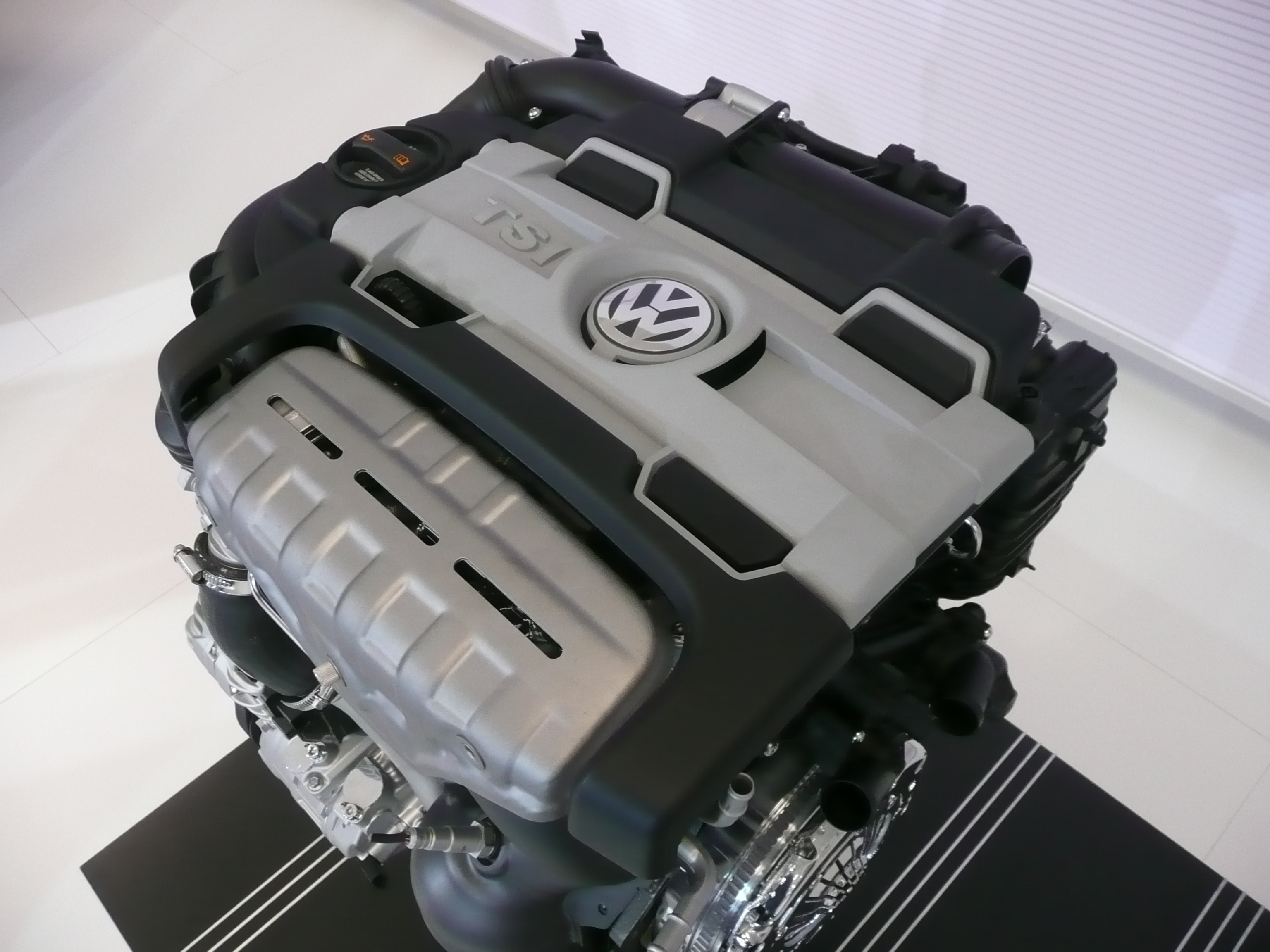
Motor TSI en el Salón del Automóvil de Australia de 2008

El motor TSI es un motor a gasolina, y con la peculiar característica de tener tanto un compresor volumétrico, independiente de los gases post combustión (ya que esta acoplado directamente al cigüeñal), como un turbo en el mismo motor. El TSI es un motor polivalente, tiene un alto par tanto en bajas revoluciones (cuando el coche sale) como en altas revoluciones (cuando ya tiene velocidad), lo que hace que el conductor tenga siempre una respuesta instantánea al acelerar. Una Turbina (Turbo compresor) opera óptimamente en un rango bajo-medio-alto de revoluciones del motor junto con la inyección estratificada que proporciona la unidad de control electrónico (ECU) que se encarga de administrar el momento de actuación de cada componente de sobrealimentación.
En el rango bajo-medio-alto el Turbocompresor es el que suministra la sobrealimentación , lo que nos da como resultado una curva de par muy plana tanto a bajas como a altas vueltas (RPM) , que puede lograr aprovecharse eficientemente con una transmisión manual o de doble embrague brindando una entrega de potencia contundente y constante teniendo como resultado una potencia bastante elevada, mucho mejor que los motores sobrealimentados con un turbo de geometría fija , añadiendo también una mejora en la reducción del consumo de combustible y por ende la disminución de gases contaminantes al ambiente.
Basta decir que de este motor se obtienen potencias elevadas que pueden resultar efectivas para algunos tipos de vehículos.

## Twincharged Stratified Injection
Con la Twincharged Stratified Injection se utilizan dos cargadores. El primero es un cargador de pistones rotativos mecánico (compresor) en el principio de Roots que bajo rangos de velocidades (listo a partir del régimen de ralentí) comprime el aire aspirado. A partir de un número de revoluciones de cerca de 2000 por minuto entonces una válvula reguladora controla la contribución del compresor a la carga. Adicionalmente es aquí cuando comienza la compresión a través de los dos cargadores, un turbocargador de los gases de escape, que asume por sí solo la carga del motor a unos 3500 RPM. El compresor se separa después por medio de un embrague electromagnético.
Con esta tecnología se omiten las mayores desventajas de ambos cargadores:
- El "hueco en el turbo" del turbocargador de los gases de escape que en revoluciones bajas se subsana con el uso del compresor.
- El compresor se separa a revoluciones bajas del cigüeñal y por lo tanto ya no retira potencia del motor.

De forma similar se utilizó la carga combiana de un motor a gasolina con un compresor y un turbocargador ya en los años 1980 en los vehículos de la serie 200 de los vehículos de Rally del Grupo B Lancia Delta S4.

## Turbocharged Stratified Injection

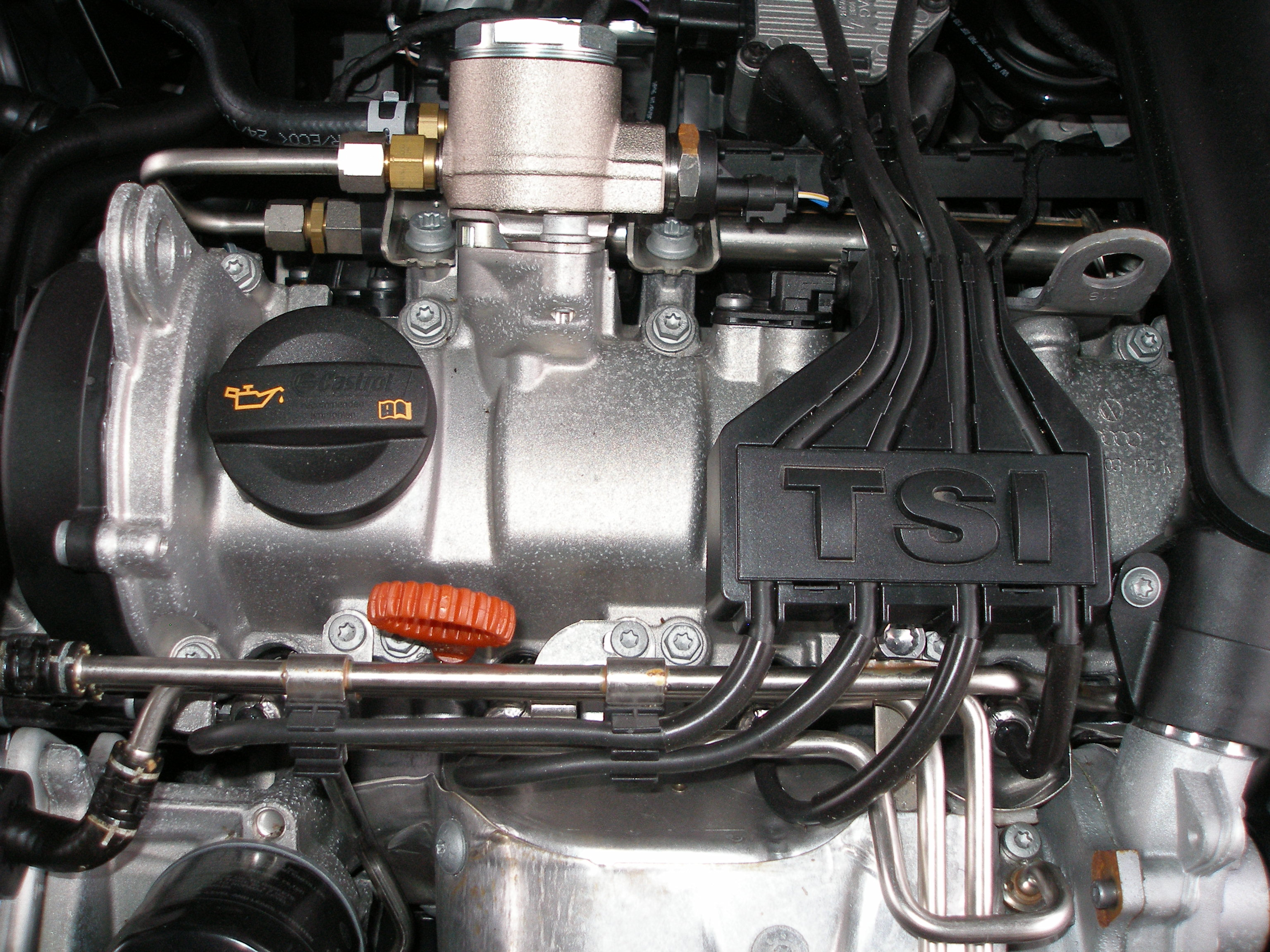
Motor TSI de 1,2 L de 63 kW (86 PS)

Mientras que VW originalmente solo vendía bajo la denominación TSI los motores doblemente turbocargados mencionados arriba (Twincharged Stratified Injection), se continuó ofreciendo como tal también a los anteriores modelos con motores turbocargados de inyección directa de gasolina como Turbocharged Stratified Injection (TSI) desde los modelos 2008. También se basaron nuevos motores en nuevas arquitecturas de construcciones de motor, que entre otras cosas, equipan a través de una cadena de control una correa dentada así como disponen de una bomba de aceite reglada.
Con esta tecnología Volkswagen dejó de contar con carga estratificada, y ahora la abreviación TSI o TSFI son solo marcas comerciales. Entonces a finales de 2005 se cambiaron los motores atmosféricos 1.6 FSI y 2.0 FSI de carga estratificada de funcionamiento de cargas parciales a estos de funcionamiento homogéneo convencional. Con ello se omite también el previamente imprescindible catalizador de almacenamiento de óxido nítrico. 
Desde 2007 se ofrece así mismo  como motor de acceso el motor 1.4 L con esta tecnología TSI. Ya que tiene una potencia de 90/92 kW (122/125 PS) y el par motor máximo de 200 Nm puede evitar una carga adicional por medio de un compresor. Una particularidad adicional de estos motores es el Intercooler como tubo de aspiración integrado. También el bloque de motor se adapta a las condiciones de la potencia y se optimiza en peso así como puede montar un turbocargador más pequeño. Un paso de reducción adicional siguió a finales del 2009 con el motor 1.2 L TSI (77 kW/105 PS), que desde 2010 también está disponible con 63 kW (86 PS).
A partir de 2012 se modificaron fundamentalmente los antiguos motores TSI hacia los motores 1.4 L TSI en el campo de la estrategia de la plataforma de bloque transversal modular. Los motores de la nueva serie VW EA211 son más ligeros (el 1.4 litros TSI 22 kg) y están universalmente modularizados. A diferencia de la serie antecesora VW EA111, en lugar de una cadena de control se utiliza una correa dentada. El cárter subsiste de aluminio fundido y ya no de hierro fundido. Una novedad particular es la posibilidad de la desconexión de cilindros de los dos cilindros intermedios en el motor 1.4 L. Otras características de los motores con construcción modular son la existencia de un módulo variable de válvulas integrado con control en la tapa del cabezal de los cilindros de las válvulas de entrada (en los 1.4 L TSI con 103 kW también en las de salida), así como de un colector de escape con enfriador de agua integrado en la cabeza de los cilindros, así como un sistema de enfriado de doble circuito.
Desde 2016 la tendencia ahora es la sustitución paulatina de los bloques 1.2 L por unos 1.0 L y, a partir de 2020, de los 1.4 L por unos 1.5 L de nueva generación (TSI evo).
| Motores cargados por medio de turbo | Motores cargados por medio de turbo | Motores cargados por medio de turbo |
| Cilindrada                          | Potencia                            | Vehículo |
| Motor tres cilindros en línea       | Motor tres cilindros en línea       | Motor tres cilindros en línea |
| ----------------------------------- | ----------------------------------- | --- |
| 1,0 l (999 cm³)                     | 60 kW (82 PS)                       | Audi A1 |
| 1,0 l (999 cm³)                     | 63 kW (85 PS)                       | VW Golf VII |
| 1,0 l (999 cm³)                     | 66 kW (90 PS)                       | VW up! |
| 1,0 l (999 cm³)                     | 70 kW (95 PS)                       | Audi A1, SEAT Arona, SEAT Ibiza IV, Škoda Fabia III, VW Polo V, VW Polo VI |
| 1,0 l (999 cm³)                     | 81 kW (110 PS)                      | SEAT Ibiza IV, Škoda Fabia III, VW Golf VII, VW Polo V |
| 1,0 l (999 cm³)                     | 85 kW (115 PS)                      | Audi A3 8V, Audi Q2, SEAT Arona, SEAT Ateca, SEAT León III, SEAT Ibiza V, Škoda Octavia III, VW Golf VII, VW Polo VI, VW up! GTI, VW T-Roc |
| Motor cuatro cilindros en línea     |                                     | |
| 1,2 l (1197 cm³)                    | 63 kW (86 PS)                       | Audi A1, SEAT León III, SEAT Toledo III, Škoda Fabia II, Octavia III, Škoda Rapid, Roomster, VW Caddy, VW Golf VI, VW Golf VII, Golf Plus, VW Golf Sportsvan |
| 1,2 l (1197 cm³)                    | 66 kW (90 PS)                       | SEAT Ibiza IV, SEAT Toledo III, Škoda Fabia III, Škoda Rapid, VW Polo V |
| 1,2 l (1197 cm³)                    | 77 kW (105 PS)                      | Audi A3 8P, SEAT Altea, SEAT Ibiza IV, SEAT Leon II (1P), SEAT León III, SEAT Toledo III, Škoda Fabia II, Octavia II, Octavia III, Škoda Rapid, Škoda Roomster, Škoda Yeti, VW Beetle, VW Golf VI, VW Golf VII, VW Golf Cabriolet, Golf Plus, VW Jetta VI, VW Polo V |
| 1,2 l (1197 cm³)                    | 81 kW (110 PS)                      | Audi A3 8V, SEAT León III, Škoda Fabia III, Octavia III, Škoda Rapid, Škoda Yeti, VW Golf VII, VW Golf Sportsvan, VW Polo V, VW Touran II |
| 1,4 l (Gas) (1395 cm³)              | 81 kW (110 PS)                      | Audi A3 8V, SEAT Leon III, Octavia III, VW Golf VII |
| 1,4 l (1390 cm³)                    | 90 kW (122 PS)                      | Audi A1, SEAT Toledo IV, Škoda Octavia II, Škoda Rapid, Škoda Yeti, VW Eos, Golf V, Golf VI, Golf Plus, Golf Cabriolet, Jetta V, VW Jetta VI, VW Passat B6, Scirocco III, Tiguan                                                                                     |
| 1,4 l (1395 cm³)                    | 90 kW (122 PS)                      | Audi A3 8V, SEAT León III, VW Golf VII |
| 1,4 l (1390 cm³)                    | 92 kW (125 PS)                      | Audi A3 8P, SEAT Altea, Altea XL, SEAT León II, SEAT Toledo III, Škoda Superb II |
| 1,4 l (1395 cm³)                    | 92 kW (125 PS)                      | Audi A1, Audi A3 8V, SEAT León III, Škoda Rapid, Škoda Superb III, Škoda Yeti, Golf VII, VW Passat B8, VW Golf Sportsvan, VW Scirocco III, Tiguan, VW Tiguan II, VW Caddy IV                                                                                         |
| 1,4 l (1395 cm³)                    | 103 kW (140 PS)                     | Audi A1, Audi A3 8V, SEAT León III, SEAT Ibiza IV, Škoda Octavia III, VW Golf VII, VW Polo V |
| 1,4 l (1395 cm³)                    | 110 kW (150 PS)                     | Audi A1, Audi A3 8V, Audi A4 B9, Audi Q2, Audi Q3, SEAT Alhambra II, SEAT León III, SEAT Ibiza IV, SEAT Ateca, Škoda Octavia III, Škoda Superb III, Škoda Yeti, Golf VII, VW Golf Sportsvan, Passat B8, VW Sharan II, Tiguan, VW Tiguan II, VW Touran II             |
| 1,5 l (1498 cm³)                    | 110 kW (150 PS)                     | Audi A3 8V, Audi Q3 F3, SEAT Arona, SEAT Ibiza V, Škoda Karoq, Škoda Octavia III, VW Arteon, VW Golf VII, VW Golf Sportsvan, VW Polo VI, VW T-Roc |
| 1,8 l (1798 cm³)                    | 88 kW (120 PS)                      | Audi A4 B8, SEAT Exeo |
| 1,8 l (1798 cm³)                    | 118 kW (160 PS)                     | Audi A3 8P, A4 B8, A5, TT 8J, SEAT Altea, Altea XL, León II, SEAT Toledo III, Exeo, Škoda Yeti, Octavia II, Superb II, VW Passat VI, Golf VI (Aktionsmodell), Passat CC                                                                                              |
| 1,8 l (1798 cm³)                    | 125 kW (170 PS)                     | Audi A5, A4 B8 |
| 1,8 l (1798 cm³)                    | 132 kW (180 PS)                     | Audi A3 8V, SEAT León III, Škoda Octavia III, Škoda Superb III, VW Passat B8 |
| 1,8 l (1798 cm³)                    | 141 kW (192 PS)                     | Audi A1, SEAT Ibiza Cupra, VW Polo V GTI |
| 2,0 l (1984 cm³)                    | 110 kW (150 PS)                     | VW Bus T5 |
| 2,0 l (1984 cm³)                    | 125 kW (170 PS)                     | Audi A4 B7, A6 C6, Audi Q3, VW Tiguan |
| 2,0 l (1984 cm³)                    | 132 kW (180 PS)                     | Audi A4 B8, A5, Q5, Audi A6 C7, VW Scirocco III, VW Tiguan, VW Tiguan II, Skoda Kodiaq |
| 2,0 l (1984 cm³)                    | 136 kW (185 PS)                     | SEAT León II Sport-Up |
| 2,0 l (1984 cm³)                    | 140 kW (190 PS)                     | Audi A4 Ultra (B9), Audi Q2, SEAT León III, VW T-Roc |
| 2,0 l (1984 cm³)                    | 147 kW (200 PS)                     | Audi A3 8P, A4 B7, TT 8J, SEAT Altea FR, SEAT Alhambra II, León II FR, Exeo, Škoda Octavia II RS, Superb II, VW Beetle, VW Eos, Golf V GTI, Jetta V, Jetta VI, Passat VI, Passat CC, Scirocco III, Sharan II, Tiguan, VW Polo VI GTI                                 |
| 2,0 l (1984 cm³)                    | 150 kW (204 PS)                     | VW Bus T5 |
| 2,0 l (1984 cm³)                    | 155 kW (211 PS)                     | Audi A4 B8, A5, A6 C7, TT 8J, Q3, Q5, SEAT Leon II FR, Exeo, VW Beetle, VW Eos, Golf VI GTI, Golf Cabriolet, Jetta VI, Passat CC, VW Passat B7, Scirocco III, Tiguan                                                                                                 |
| 2,0 l (1984 cm³)                    | 162 kW (220 PS)                     | Audi A4 B7, SEAT Alhambra II, Škoda Octavia III RS, Škoda Superb III, VW Golf VII GTI, VW Passat B8, VW Polo R WRC, VW Scirocco III, Sharan II, VW Tiguan II |
| 2,0 l (1984 cm³)                    | 165 kW (225 PS)                     | Audi Q5, Audi A4 B8 |
| 2,0 l (1984 cm³)                    | 169 kW (230 PS)                     | Audi TT (8S), Audi Q5 (8R), Škoda Octavia III RS, VW Golf V GTI Edition 30, VW Golf V GTI Pirelli, VW Golf VII GTI "Performance" |
| 2,0 l (1984 cm³)                    | 170 kW (231 PS)                     | Audi S1 |
| 2,0 l (1984 cm³)                    | 173 kW (235 PS)                     | VW Golf VI GTI Edition 35 |
| 2,0 l (1984 cm³)                    | 177 kW (240 PS)                     | SEAT León II Cupra, VW Golf V GTI Limited Edition 240 |
| 2,0 l (1984 cm³)                    | 180 kW (245 PS)                     | VW Golf VII GTI „Performance“ 2017 |
| 2,0 l (1984 cm³)                    | 185 kW (252 PS)                     | Audi A4 B9 |
| 2,0 l (1984 cm³)                    | 188 kW (256 PS)                     | Audi A1 quattro |
| 2,0 l (1984 cm³)                    | 195 kW (265 PS)                     | Audi S3 8P, SEAT León II Cupra R, SEAT León III Cupra, VW Golf VI R Cabrio, VW Scirocco III R, VW Golf VII GTI Clubsport |
| 2,0 l (1984 cm³)                    | 199 kW (270 PS)                     | VW Golf VI R |
| 2,0 l (1984 cm³)                    | 200 kW (272 PS)                     | Audi TTS |
| 2,0 l (1984 cm³)                    | 206 kW (280 PS)                     | SEAT León III Cupra, Scirocco III R, Škoda Superb III, VW Passat B8 |
| 2,0 l (1984 cm³)                    | 210 kW (286 PS)                     | SEAT León II Copa Edition |
| 2,0 l (1984 cm³)                    | 213 kW (290 PS)                     | SEAT León III Cupra 290 |
| 2,0 l (1984 cm³)                    | 221 kW (300 PS)                     | Audi S3 8V, VW Golf VII R, SEAT León III Cupra 300, Cupra Ateca |
| 2,0 l (1984 cm³)                    | 228 kW (310 PS)                     | Audi TTS (8S), Audi S3 (8V), VW Golf VII R, SEAT León II Cupra 310 Limited Edition, VW Golf GTI „Clubsport S“ |
| 2,0 l (1984 cm³)                    | 265 kW (360 PS)                     | VW Golf R360S (Limitado a 220 unidades en Suiza) |
| Motor cinco cilindros en línea      |                                     | |
| 2,5 l (2480 cm³)                    | 228 kW (310 PS)                     | Audi TT S (FV), RS3, RS Q3 |
| 2,5 l (2480 cm³)                    | 250 kW (340 PS)                     | Audi TT RS (8J), RS3, RS Q3 |
| 2,5 l (2480 cm³)                    | 265 kW (360 PS)                     | Audi TT RS plus (8J) |
| 2,5 l (2480 cm³)                    | 270 kW (367 PS)                     | Audi RS3 |
| 2,5 l (2480 cm³)                    | 294 kW (400 PS)                     | Audi RS3, Audi TT RS (FV) |
| Achtzylinder-V-Motoren              |                                     | |
| 4,0 l (3993 cm³)                    | 309 kW (420 PS)                     | Audi S6 C7, S7 |
| 4,0 l (3993 cm³)                    | 382 kW (520 PS)                     | Audi S8 D4 |
| 4,0 l (3993 cm³)                    | 412 kW (560 PS)                     | Audi RS6 C7, Audi RS7 |
| 4,0 l (3993 cm³)                    | 445 kW (605 PS)                     | Audi RS6 C7 (Performance), Audi RS7 (Performance), Audi S8 plus |
| Motor en V diez cilindros           |                                     | |
| 5,0 l (4991 cm³)                    | 426 kW (580 PS)                     | Audi RS6 C6 |

## TSI y TFSI como compresores de carga
En 2008 apareció bajo la denominación TFSI también un motor V6 3 litros con sobrealimentación (tipo Roots). Este también se utilizó desde 2010 como TSI para el modelo híbrido de la segunda generación del Volkswagen Touareg. Por medio de esta variante de carga la potencia ofrecida es comparable con el par de torsión de un motor atmosférico de mayor cilindrada a la vez que el consumo es menor.
| Cilindrada | Potencia        | Utilización                       |
| ---------- | --------------- | --------------------------------- |
| 3,0 l      | 200 kW (272 PS) | Audi A4 B8, A5, Q5, Q7            |
| 3,0 l      | 213 kW (290 PS) | Audi A6 C6, A8 D4                 |
| 3,0 l      | 220 kW (300 PS) | Audi A6 C7, A7                    |
| 3,0 l      | 228 kW (310 PS) | Audi A6 C7, A7                    |
| 3,0 l      | 245 kW (333 PS) | Audi S4 B8, S5, Q7, VW Touareg II |

## Presentación de las variantes

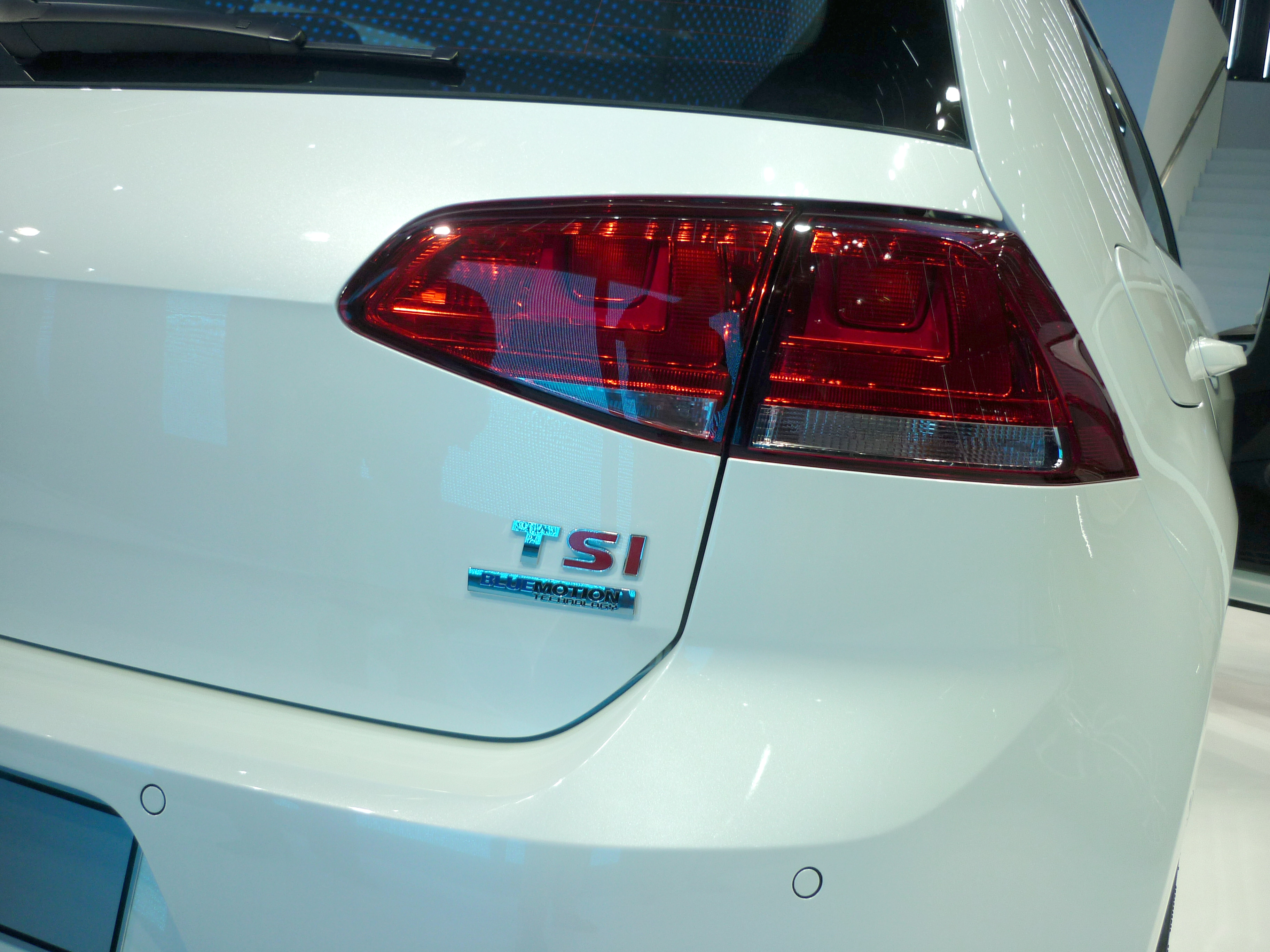
Nomenclatura de un motor TSI de máxima potencia en un Golf VII.

Por fuera los motores son reconocibles por la coloración típica de Volkswagen. Fundamentalmente considerar: En un mismo modelo de motores TSI hay distintas potencias bajo la misma cilindrada, de manera que en el vehículo con la potencia más reducida no hay letras coloreadas de rojo. En un modelo con motor con una potencia más grande la letra "I" de atrás estará en color rojo, y para la potencia más grande la "S" y la "I" estarán ambas en rojo.
Ejemplos:
En el motor TSI de 90 kW con la cilindrada de 1,4 litros, que está disponible en distintos modelos de Volkswagen, la "I" está teñida de rojo. El más potente TSI de 118 kW lleva la "S" y la "I" en color rojo en la parte trasera (algunas excepciones son el Golf VI descapotable y el Tiguan, en los cuales todas las letras son rojas). En el motor TSI más grande de 2,0 litros con 125 kW la "I" es roja y en las potencias de 147 kW o 155 kW las letras "SI" están coloreadas de rojo.

## Resumen

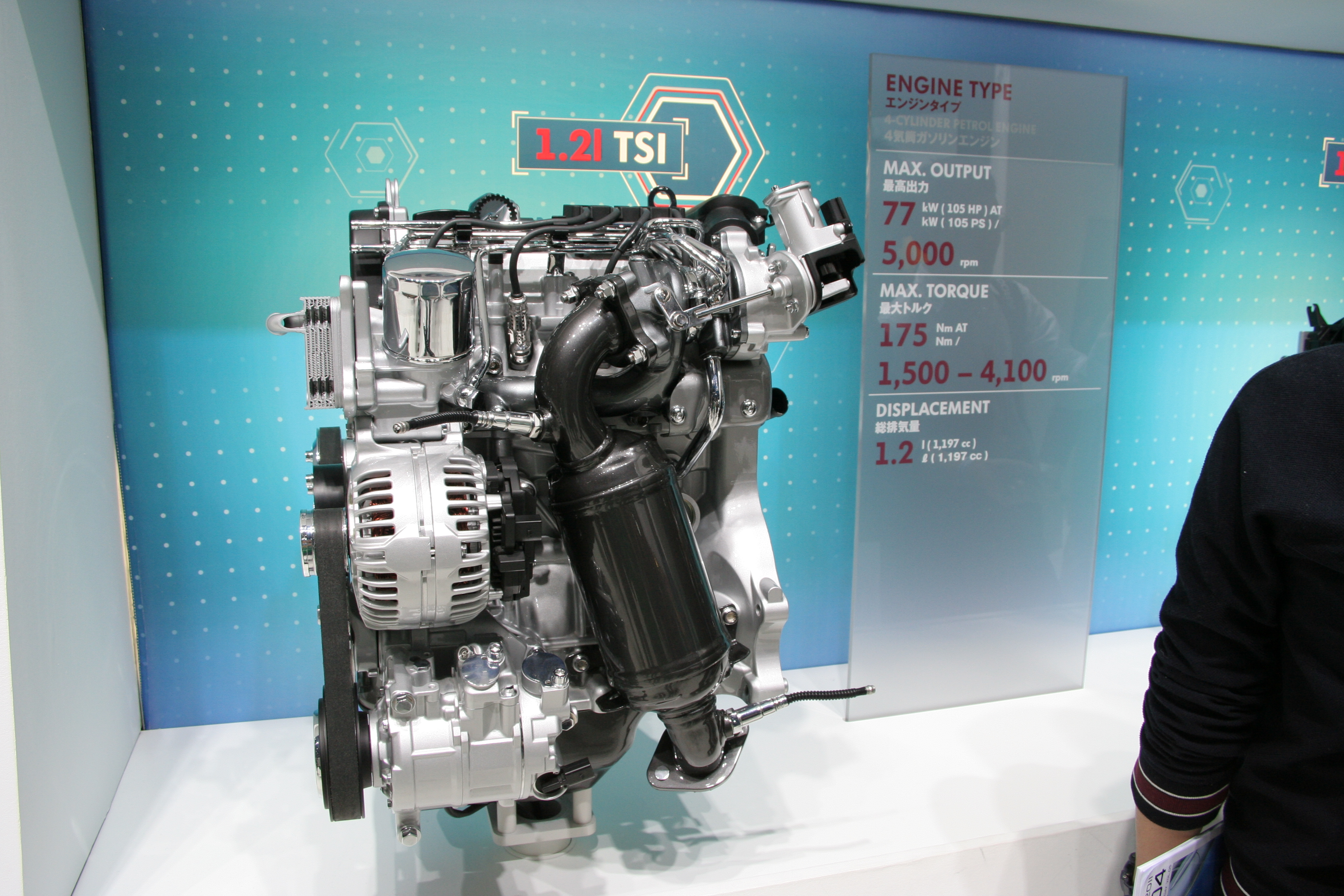
Motor 1.2 L TSI en el Salón del Automóvil de Tokio de 2011

Este motor del grupo VAG, disponible en los Volkswagen, SEAT, Audi y Skoda, dispone de doble sistema de sobrealimentación, un compresor volumétrico y un turbo. El compresor ayuda al otro y no sirve cuando la presión no es muy alta (turbo), mientras que el más grande ofrece más potencia cuando la presión alcanza regímenes elevados. 
Trabajan de manera independiente y ambos pueden sumarse si la demanda de potencia lo requiere. Dado que trabaja con dos turbos, se necesita una válvula de descarga y una válvula de descompresión. También posee mayor relación de compresión (10:1) en relación con el motor FSI.
Existen muchas variantes de este tipo de motor:
En las variantes de 4 cilindros encontramos: 1.2 L, de 90, 105 y 110 hp. 1.4 L, de 122, 125, 140, 150 y 180 hp y dos opciones con cilindros desconectables: 140 hp ACT y 150 hp ACT. 1.8 L de 180 y 192 hp 2.0 L de 200, 210, 220, 230, 245, 265, 280, 300 y 310 hp.
En las variantes de 6 cilindros encontramos: 3.0 L, de 333 hp.
En las versiones de 8 cilindros encontramos: 4.0 L, de 560 y 605 hp.
La diferencia entre los motores TSI y TFSI es que los TSI incorporaban los dos sistemas de sobrealimentación (turbo y compresor) mientras que los TFSI solo incorporaban los turbocompresores. No obstante, hoy en día todos los vehículos de gasolina con turbocompresor e inyección directa de Volkswagen se denominan TSI. En otras marcas como Audi se sigue conservando la nomenclatura TFSI.
Hoy día, estos motores cuentan con un gran nivel de fiabilidad, cuentan con cadena de distribución (que ya se solucionaron sus problemas que daba al principio de la comercialización) y los mantenimientos se pasan cada 30.000 km o dos años.